# Hazarbasanov Ridge
Hazarbasanov Ridge (englisch; bulgarisch Хазърбасанов хребет Chasarbassanow chrebet) ist ein größtenteils unvereister, 5,5 km langer, 2,4 km breiter und bis zu 750 m hoher Gebirgskamm auf der südlichen Trinity-Halbinsel im Grahamlands auf der Antarktischen Halbinsel. Er ragt 4,34 km südöstlich des Mount Hornsby, 6,57 km südlich des Surwakari-Nunataks, 8,51 km westsüdwestlich des Vetrovala Peak und 6,4 km nordwestlich des Draka-Nunataks an der südwestlichen Flanke des Sjögren-Gletschers auf.
Die bulgarische Kommission für Antarktische Geographische Namen benannte ihn 2011 nach dem bulgarischen Physiker Dobri Chasarbassanow (* 1960), der ab 1995 in mehreren Kampagnen auf der St.-Kliment-Ohridski-Station tätig war.